# Nessi (Musikerin)
Vanessa Ulmer (geb. Vanessa Schulz, bekannt als Nessi; * 15. Mai 1989 in Hamburg) ist eine deutsche Musikerin.

## Biografie
Vanessa Schulz ist in Hamburg aufgewachsen und besuchte ein örtliches Gymnasium, das sie im Alter von 17 Jahren ohne Abitur verließ.  Sie hat eine abgeschlossene Ausbildung zur staatlich geprüften Assistentin für Fremdsprachen. Sie lebt mit ihrem Ehemann in Berlin.

## Werdegang
Vor ihrem Umzug nach Berlin spielte Schulz in der Rockband Personenaufzug, welche sich nach wenigen Konzerten trennte. In Berlin gründete sie mit einer Freundin die Gruppe Set Sails, bevor sie ihre Solo-Karriere startete. 2010 war Nessi Teil einer Videokampagne der PETA unter dem Motto Nessi wird vegan. Dabei begleitete ein Kamerateam die Musikerin auf ihrem Weg ins vegane Leben. Zudem war sie einem Werbespot des Versicherungsunternehmens Allianz für eine Versicherung für Musikinstrumente zu sehen. 2014 erschien ihre zweite EP Twentythreeyears über Serve & Volley. Die Debüt-EP Escapism veröffentlichte sie 2012 erfolgreich in Eigenregie, sodass ein Verlagsdeal mit BMG Chrysalis zustande kam. Escapism wurde von Moses Schneider produziert.
Es folgten unter anderem Supportshows für Mando Diao in Berlin. 2011 war sie im Vorprogramm für Erasure in Köln und weiteren deutschen Städten zu sehen. 2013 war sie in Stuttgart mit Zaz und Nina Attal zu sehen. Dieses Konzert fand im Rahmen des Jazzopen Stuttgart statt. Im Juni 2014 spielte Nessi bei Rock am Ring auf der Alternastage und eröffnete für Musiker wie Triggerfinger, Milky Chance, Haim und Marteria. Auch spielte sie im Vorprogramm für Johannes Oerding, Babyshambles, John Newman, Kilians und Cat Power. Im November 2014 sollte Nessi vier Club-Konzerte in Köln, Berlin, Hamburg und München geben. Diese Tournee wurde auf den Februar 2015 verschoben. Im Oktober 2015 bekam sie die Gelegenheit, die englische Band Take That zu den fünf deutschen Etappen ihrer Live 2015 Tour zu begleiten und als Vorprogramm den etwa 50 000 Zuschauern ihr neues Album Rolling With the Punches vorzustellen. Außerdem trat sie 2015 bei allen Konzerten von Jessie J in Deutschland im Vorprogramm auf. Mitte Januar 2015 erschien ihr Debütalbum Rolling With the Punches über Tonpool. Ein Jahr zuvor brachte sie mit Twentythreeyears eine EP über das Label Serve & Volley heraus.
Bei Live-Auftritten wird sie von drei Musikern aus Großbritannien begleitet. Im Februar 2015 hatte sie einen kurzen Auftritt im ARD-Morgenmagazin. Am 2. März 2015 war sie bei Circus HalliGalli zu sehen.
Als Feature-Gast des Rappers Kool Savas gelang ihr am 25. Januar 2019 mit dem Song Deine Mutter der erste Charteinstieg auf Platz 26 der deutschen Singlecharts. Im Zeitraum 2018–2020 steuert sie teilweise die Vocals zu diversen Titeln zu. Vermehrt für die deutsche Techno-Band Scooter, für die Titel God Save The Rave, Bassdrum, Rave Witchers und zuletzt FCK 2020. Die Premiere von ZDF Magazin Royale am 6. November 2020 begleitete sie musikalisch zusammen mit Scooter und dem Rundfunk-Tanzorchester Ehrenfeld in Late-Night-Show-Manier.

## Musikalische Einflüsse
Die Musik von Nessi kann am ehesten als Elektropop beschrieben werden. Musikalisch erinnert ihr Sound an Chvrches oder The 1975.

## Diskografie

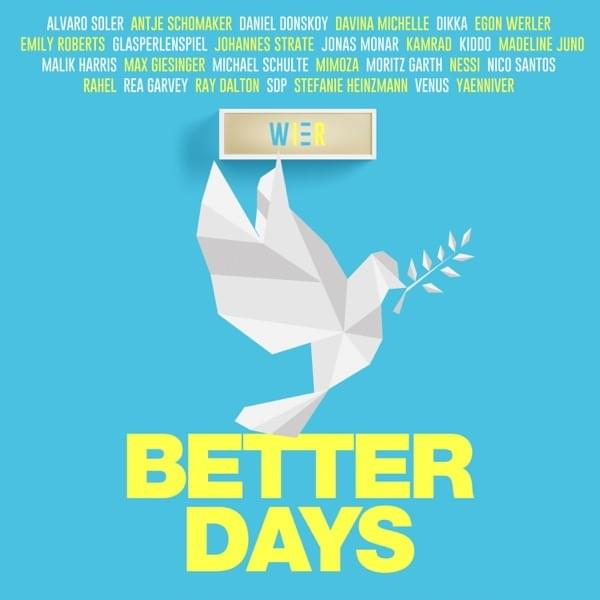
Frontcover zu Better Days.

### Studioalben
- 2015: Rolling with the Punches (Tonpool)

### EPs
- 2012: Escapism (Eigenproduktion, Verlag über BMG Chrysalis)
- 2014: Twentythreeyears (Serve & Volley)

### Singles
- 2021: Bessere Fehler (feat. Kool Savas; #4 der deutschen Single-Trend-Charts am 11. Juni 2021[16])
- 2021: Perspektive (feat. Sierra Kidd)
- 2022: Wenn ich will (mit Alicia Awa, Bounty & Cocoa, Celo Minati & Charisma; #4 der deutschen Single-Trend-Charts am 28. Januar 2022[17])

### Gastbeiträge
- 2018: Nobody Else (Gamper & Dadoni feat. Nessi) (Raison Music)
- 2019: Deine Mutter (Kool Savas feat. Nessi) (Essah Media)
- 2019: Friedliche Armee (Jadu feat. Nessi) (Deserteur)
- 2019: Immer nur zur dir (Prinz Pi feat. Nessi) (Keine Liebe Records)
- 2020: Dicka was (Kool Savas feat. Sido & Nessi) (Essah Media)
- 2022: Better Days (als Teil von Wier) (Mokoh Music)
- 2024: Das Buch (Dieter "Maschine" Birr & Nessi)
- 2024: Was auch immer (Jaill feat. Nessi)

### Autorenbeteiligungen
- 2024: Wait a Minute (Interpretation: Vanessa Mai; Album: Matrix)
- 2024: Mallearen (Interpretation: Isi Glück)

## Auszeichnungen
- 2016 Berliner Bär (B.Z.-Kulturpreis) – Publikumspreis Berlins beste Nachwuchs-Singer-Songwriter
- 2018 BUNTE New Faces Award „Show“